# 산호세데라마리키나
산호세데라마리키나(스페인어: San José de la Mariquina)는 칠레 로스리오스 주 발디비아 현의 코무나이다.